# 泛马来西亚伊斯兰阵线
泛马来西亚伊斯兰阵线，簡稱BERJASA，是马来西亚一个政党，也是马来西亚伊斯兰党的分支。该党由曾任吉兰丹州务大臣莫哈末·纳西尔在被伊斯兰党开除后，作为取代该党的位置于1977年创立，现任主席是扎玛尼依布拉欣。

## 历史

泛马来西亚伊斯兰阵线从1977年至2020年使用的绿色星形旗帜

该党于1977年由时任吉兰丹州务大臣莫哈末·纳西尔作为取代马来西亚伊斯兰党（PAS）的一个分支而成立。这是在伊斯兰党不满巫统的要求下引起的内部分裂，由纳西尔与他的追随者一同创立。
在1974年第4届全国选举之前，吉兰丹州巫统意识到若让伊斯兰党有机会领导州政府，将使该党处于弱势的事实后，在别无选择下与伊斯兰党保持着合作关系。在1974年马来西亚大选中，巫统分配到13个州议席，而伊党则被分配到22个州议席。因此，为了确保巫统在吉兰丹州的国阵政府中有强大的话语权，该党与即将被任命为州务大臣的伊斯兰党成员保持着密切关系。而州务大臣的人选演变成一场政治危机，伊斯兰党内部分为支持阿斯里·穆达和莫哈末·纳西尔两个派系。虽然纳西尔是伊斯兰党的成员，但他作为州务大臣在处理政事和行政上作出有利于巫统的行为，成为1977年吉兰丹州宪政危机的导火线 。伊斯兰党于1977年10月15日至16日通过州议会发起对莫哈末·纳西尔的不信任投票，以迫使后者辞职。而在巫统反对这一行动后，国阵通过国会颁布吉兰丹进入紧急状态，伊斯兰党随后也被逐出国阵。
在被伊斯兰党革除之后，纳西尔在追随者的支持和巫统的说服下，寻求建立一个新政党，随后该团体在1977年12月成立BERJASA，以填补伊斯兰党离开国阵后留下的空缺位置。BERJASA后来与巫统进行政治合作，以在1978年的全国大选与伊党抗衡。在接下来的1978年马来西亚大选中，伊党在吉兰丹州经历重大挫败；在吉兰丹36个州议席之中，巫统赢得23个议席，BERJASA赢取11个议席，从而成立吉兰丹联合政府。而伊党只赢得2个议席，失去州政权。纳西尔随即受委上议员和首相署部长。
BERJASA随后于1980年5月17日获准加入国阵阵营，并与巫统合作推翻伊党。BERJASA在1982年全国大选中上阵12个州议会议席和1个国会议席，但在吉兰丹州只赢得4个席位。在1986年的大选中，BERJASA因为抗议国阵接纳另一个从伊斯兰党分裂出来的新党--马来西亚穆斯林人民党（HAMIM）而退出该年的选举。
1989年，BERJASA加入由四六精神党 （S46）领导的穆斯林团结阵线（APU）反对党联盟。当时，四六精神党也与民主行动党、沙巴团结党、马来西亚人民党 、马来西亚印裔进步阵线和马来西亚团结党组成人民力量阵线。该阵营在1990年大选中赢得了1个议席，但未能在1995年大选中保住这1席位。APU随后于1996年在东姑拉沙里重新加入巫统后决定解散。也从那时起，BERJASA在政治上仅保持低限度的接触，再没有活跃地参与政治活动。
在2013年马来西亚大选中，尽管BERJASA得到一些非政府组织或马来西亚穆斯林连线 （ISMA）领导人的授权，以BERJASA的名义竞选14个议席，但所有候选人都落败。从那以后，一些ISMA领导人加入BERJASA继续活跃在政治上。
在竞选2018年马来西亚大选期间，BERJASA加入由伊斯兰党领导的和谐阵线（GS），该阵营以第三势力自居，试图分散在野党的支持选票。BERJASA在选前要求上阵17个议席，但不获其联盟批准。之后BERJASA在同年4月确定上阵4个议席，即士拉央和金马仑高原国会议席，以及霹雳州的峇都古楼和双溪马立州议席，当中有3个议席要与伊党互相竞选。BERJASA对此控诉伊党霸占有利选区，却让它们去竞选非穆斯林占多数的选区，宣布停止与和谐阵线的合作关系。不过伊党总秘书达基尤丁否认该党已退出联盟的报导，并表示BERJASA的候选人只会在士拉央和丹绒比艾以伊党的旗帜参加竞选，其它成员的行动不属于同盟协议的一部分。而在后续议席分配的谈判中，BERJASA负责上阵的5个议席之中，只有3个允许使用该党自身的旗帜，其余席位则使用伊党旗帜。BERJASA领导层对此宣称感觉在第14届大选中遭到背叛，并谴责伊党将它们边缘化。最终该党未能赢得任何席位，所有候选人也都失去按柜金。
在2019年丹绒比艾补选中，BERJASA无视其联盟在全民共识 (马来西亚)下不会与国阵竞争席位的意愿，坚持派出其主席峇德鲁希山·阿都拉·阿齐兹（Badrulhisham Abdul Aziz），以自身的旗帜参加竞选，引起了伊斯兰党的批评将检讨与BERJASA的合作关系。伊党总秘书达基尤丁则呼吁其党员，尽管BERJASA是和谐阵线的成员，但要求不要投票给该政党，应该投票给国阵候选人黄日升。BERJASA信息主任哈兹万·莫哈末（Hazwan Mohamad）反批伊党背叛和谐阵线的成员党，在未展开商论的情况下就支持马华公会候选人的决定。哈兹万表示，伊党未能尊重和接纳联盟伙伴的意见，于是基于党的原则决定参选，但也强调不想与和谐阵线为敌，并对丹绒比艾补选问题和第15届大选合作持开放态度。
但最终在争夺议席的六角战中，峇德鲁希山仅获得850选票而落败。 
2020年9月，BERJASA推出「紫色」作为该党的新颜色，以配合其重新成为一个活跃政党，以应对充满挑战的政治生涯和即将举行的大选。
2022年8月4日，BERJASA与祖国斗士党、土著权威党和印裔穆斯林国民联盟政党）联合创立祖国行动联盟。这是一个只以巫裔和穆斯林参与的单元种族联盟，以应对第15届全国大选，并将争取巫裔的权利作为优先事项。

## 选举成绩
| 选举年份 | 州议会议席 | 州议会议席   | 州议会议席 | 州议会议席 | 州议会议席   | 州议会议席            |
| 选举年份 | 吉打州议会 | 吉兰丹州议会 | 霹雳州议会 | 彭亨州议会 | 雪兰莪州议会 | 总获胜次数 总参选次数 |
| -------- | ---------- | ------------ | ---------- | ---------- | ------------ | --------------------- |
| 2/3      | 2 / 3      | 2 / 3        | 2 / 3      | 2 / 3      | 2 / 3        | 2 / 3                 |
| 1978     |            | 11 / 36      |            | 0 / 32     |              | 11 / 28               |
| 1982     |            | 4 / 36       |            |            |              | 4 / 11                |
| 1990     |            | 1 / 39       |            |            |              | 1 / 1                 |
| 1995     |            | 0 / 43       |            |            |              | 0 / 1                 |
| 2013     | 0 / 36     |              | 0 / 59     |            | 0 / 58       | 0 / 5                 |
| 2018     |            |              | 0 / 59     |            |              | 0 / 2                 |